# Shirin Sharipov
Shirin Sharipov (18 de diciembre de 1989) es un deportista uzbeko que compite en judo adaptado. Ganó una medalla de bronce en los Juegos Paralímpicos de Río de Janeiro 2016 en la categoría de –100 kg.

## Palmarés internacional
| Juegos Paralímpicos | Juegos Paralímpicos     | Juegos Paralímpicos | Juegos Paralímpicos |
| Año                 | Lugar                   | Medalla             | Categoría           |
| ------------------- | ----------------------- | ------------------- | ------------------- |
| 2016                | Río de Janeiro (Brasil) | Medalla de bronce   | –100 kg             |